# Canthon callosus
Canthon callosus är en skalbaggsart som beskrevs av Edgar von Harold 1868. Canthon callosus ingår i släktet Canthon och familjen bladhorningar. Inga underarter finns listade.